# Brice Ollivier
Pour les articles homonymes, voir Ollivier.
Brice Ollivier est un pongiste français né le 17 décembre 1982.

## Biographie
Il évolue en Championnat de France Pro A de tennis de table dans le club de la SS La Romagne. En janvier 2012, il est classé N° 27 au classement FFTT (Fédération Française de Tennis de Table : classement comportant les français ainsi que les étrangers évoluant en France) et N° 9 français. Selon l'ITTF, son dernier classement mondial a été N° 212 en septembre 2011.
Sur le plan international, il a été Champion d'Europe Cadet par Equipes, et Vice-Champion d'Europe Cadet en Doubles Mixtes, à Topolcany (Slovaquie) en 1997. Son meilleur résultat en Pro Tour a été un 1/4 de finale en Doubles Messieurs, à Saint-Pétersbourg (Russie) en 2004.
Il est l'un des joueurs de Pro A les plus réguliers du circuit. 
Lors du championnat de France de tennis de table 2014, il s'incline en 1/4 de finale contre Simon Gauzy en simple messieurs. Associé à Romain Lorentz, il devient vice-champion de France de double.